# Germán Coutinho

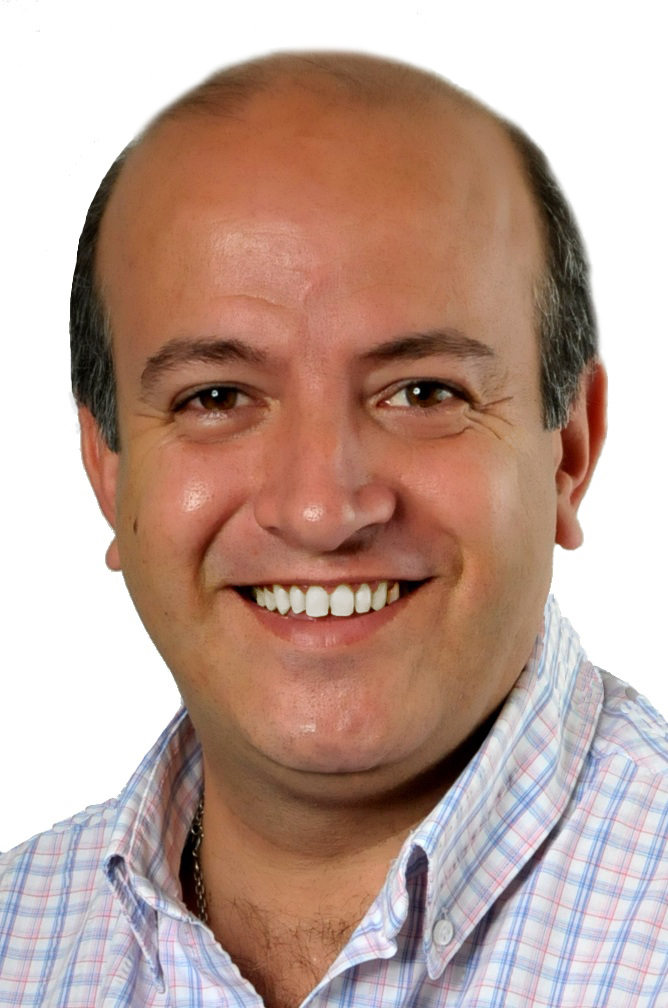
Germán Coutinho (2008)

Germán Manuel Coutinho Rodriguez (* 1. April 1970) ist ein uruguayischer Politiker, Unternehmer und Sportjournalist.
Coutinho, verheirateter Vater von vier Kindern, ist Mitglied der Partido Colorado.
Seine politische Laufbahn begann er in der Lista 15. Zunächst wurde er im Jahr 2000 für fünf Jahre als Edil in die regionale Junta Departamental gewählt und hatte verschiedene Ämter auf departamentaler Ebene inne. Er ist zudem Mitbegründer von Vamos Salto - Lista 115, erster Präsident und Mitbegründer von Vamos Uruguay sowie Generalsekretär der Colorados in Salto. Bei den Parlamentswahlen 2009 konnte er sodann ein Mandat als Senator für das Departamento Salto gewinnen. Seine Kandidatur im Folgejahr bei den Kommunalwahlen vom 9. Mai 2010 für das Amt des Intendente des Departamento Salto führte ebenfalls zu einem erfolgreichen Ausgang, so dass er anschließend zugunsten seines neuen politischen Auftrags sein Mandat in der Cámara de Senadores, das sich noch bis zum Ende der Legislaturperiode am 14. Februar 2015 erstreckt hätte, niederlegte. Seine Amtszeit als Intendente währt ebenfalls bis 2015. Zudem ist er seit dem 15. Juli 2010 gewählter Zweiter Vizepräsident des uruguayischen Intendentenkongresses.